# 劳拉 (乔尔乔内)
《劳拉》是意大利文艺复兴大师乔尔乔内的一幅油画，绘制于1506 年，高41厘米，宽33.5厘米。这是作者唯一一幅签名并注明日期的画作，现藏于奥地利维也纳的艺术史博物馆。